# Вељунски Понорац
Вељунски Понорац је насељено мјесто града Слуња, на Кордуну, Карловачка жупанија, Република Хрватска.

## Географија
Вељунски Понорац се налази око 23 км сјеверно од Слуња.

## Историја
Вељунски Понорац се од распада Југославије до августа 1995. године налазио у Републици Српској Крајини.

## Становништво
Према попису становништва из 2011. године, насеље Вељунски Понорац је имало 12 становника.
| Демографија | Демографија | Демографија |
| Година      | Становника  | Становника  |
| ----------- | ----------- | ----------- |
| 2001.       | 11          |             |
| 2011.       |             | 12          |